# Thürheim (Buttenwiesen)
Thürheim war eine kurzlebige Gemeinde im Landkreis Dillingen an der Donau im Regierungsbezirk Schwaben (Bayern).

## Geschichte
Die Gemeinde Thürheim entstand am 1. Januar 1976 durch den Zusammenschluss der bis dahin selbständigen Gemeinden Oberthürheim und Unterthürheim. Bereits am 1. Mai 1978 wurde die Gemeinde aufgelöst und in die Gemeinde Buttenwiesen eingegliedert.

## Einwohnerzahlen
Die Daten entstammen dem Ergebnis der Volkszählungen am 6. Juni 1961 und am 27. Mai 1970.
| Ehemalige Gemeinde | Einw. 1961 | Einw. 1970 |
| ------------------ | ---------- | ---------- |
| Oberthürheim       | 316        | 267        |
| Unterthürheim      | 768        | 742        |